# Wapen van Antoing

Wapen van Antoing.

Het wapen van Antoing is het heraldisch wapen van de Henegouwse gemeente Antoing. Het wapen werd op 12 december 1953 voor het eerst aan de gemeente Antoing toegekend en op 16 september 1977 herbevestigd.

## Geschiedenis

Het wapen van "Die heer van Antoenge" in het Wapenboek Gelre.

In 1952 deed de gemeente Antoing een aanvraag om het wapen dat in het Wapenboek Gelre aan "Die heer van Antoenge" (heer van Antoing) werd toegeschreven, met name van keel met een leeuw van zilver, te worden toegekend, hetgeen ook het daaropvolgende jaar gebeurde. Dit wapen sierde reeds in respectievelijk 1286, 1295 en 1340 de zegels van Gilles, Allard en Hendrik van Antoing.

## Blazoenering
De eerste blazoenering van het wapen luidde als volgt:

De gueules au lion d'argent - l'écu sommé d'une couronne à cinq fleurons.
Van keel met een leeuw van zilver - het schild getopt met een kroon met vijf fleurons.
— Koninklijk Besluit van 12 december 1953.

De huidige blazoenering is:

De gueules au lion d'argent, l'écu sommé d'une couronne à cinq fleurons.
Van keel met een leeuw van zilver, het schild getopt met een kroon met vijf fleurons.
— Ministerieel Besluit van 16 september 1977.